# Hovaesia donckieri
Hovaesia donckieri är en fjärilsart som beskrevs av Le Cerf 1912. Hovaesia donckieri ingår i släktet Hovaesia och familjen glasvingar. Inga underarter finns listade i Catalogue of Life.